# Matt Simons
Matt Simons (Palo Alto, 20 febbraio 1987) è un cantautore statunitense.

## Biografia
Ha esordito nel 2010 con l'EP Living Proof. Due anni più tardi, nel giugno 2012, ha pubblicato il suo primo album in studio Pieces. Il disco presenta dieci brani, tra cui una cover, rappresentata da I Will Follow You into the Dark dei Death Cab for Cutie.
Il primo singolo estratto è stato Gone, seguito da With You. Quest'ultimo brano ha avuto molto successo nei Paesi Bassi, dove è stato utilizzato come una delle "theme songs" della soap opera Goede tijden, slechte tijden.
Nel 2014 ottiene maggior successo con il brano Catch & Release, incluso nell'omonimo album. Il brano ha ulteriore fama in molti Paesi grazie al remix del duo olandese Deepend, pubblicato nel marzo 2015.
Nel 2018 ritorna sulle scene pubblicando, nel mese di maggio, il singolo We Can Do Better.

## Discografia

### Album in studio
- 2012 - Pieces
- 2014 - Catch & Release

### EP
- 2010 - Living Proof

### Singoli
- 2012 - Gone
- 2012 - With You
- 2014 - Catch & Release
- 2015 - You Can Come Back Home
- 2016 - Breng Me Naar Het Water (To The Water)
- 2016 - Lose Control
- 2018 - We Can Do Better
- 2019 - Open Up
- 2019 - After The Landslide